# Tyneham
Tyneham ist eine Geisterstadt nordöstlich von Worbarrow Bay auf der Halbinsel Isle of Purbeck in der Grafschaft Dorset an der Südküste von England.

## Lage
Tyneham liegt circa sechs Kilometer südlich von Wareham und circa zehn Kilometer direkt westlich von Swanage. Tyneham und Worbarrow Bay sind Teil der Jurassic Coast, eines Weltnaturerbes. Die Jurassic Coast zählt zu den Naturwundern dieser Welt und ist bekannt für ihre Fossilien-Fundstellen.

## Geschichte

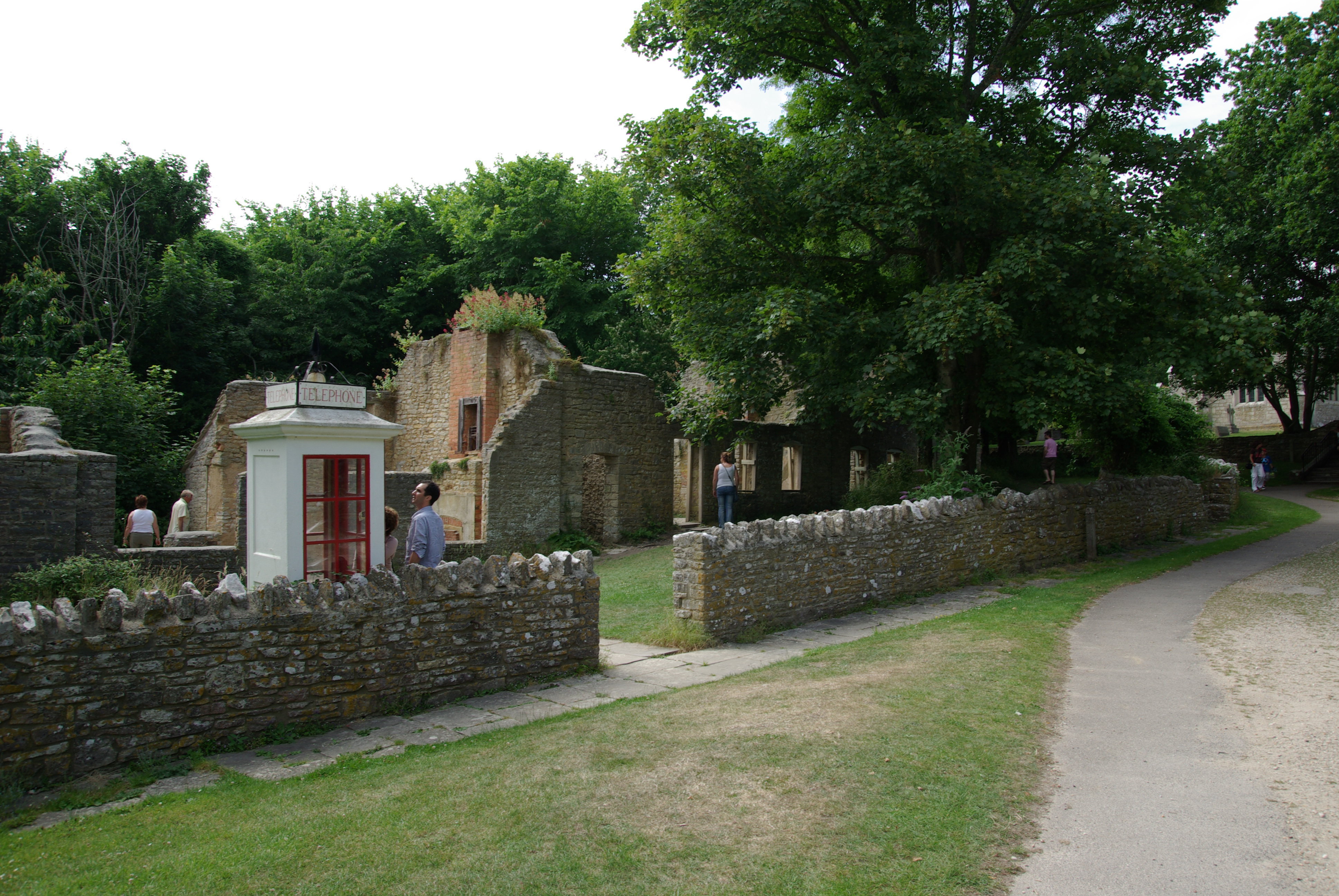
Ehemaliges Postamt

Nachweise der römischen Besetzung wurden mehrfach im Tal um Tyneham gefunden. Es scheint, dass Tyneham auch mal der Besitz von Robert von Mortain war, dem Halbbruder von Wilhelm dem Eroberer. Gemäß Domesday Book wurde das Dorf Tigeham genannt und war damals schon Teil der Lulworth Estate. Ein Jahrhundert später wurde das Dorf Tiham genannt, in späteren Zeiten Tyneham. Das Dorf und das Land wurden innerhalb verschiedener Bauernfamilien von einer Generation an die nächste weiter vererbt. Die Kalksteinkirche St Mary stammt aus dem 13. Jahrhundert. Im Jahre 1683 erwarb Nathaniel Bond von Lutton das Anwesen von der Familie Williams. Von da an blieb Tyneham unter der Kontrolle der Familie Bond.
Die Schule wurde von Pfarrer Nathaniel Bond (1804–1889) im Jahr 1860 gegründet. Sie wurde später als Eigentum des Pfarrhauses erklärt. Die Schule wurde im Jahre 1932 wegen des Mangels an Schülern geschlossen. Zu den hervorzuhebenden Bauwerken zählte das Old Manor House aus dem Elisabethanischen Zeitalter.

## Enteignung durch die Regierung
Das gesamte Tyneham wurde im Dezember 1943 kurzfristig evakuiert, um der Armee Platz zu machen. Diese hatte das Gebiet als Übungsplatz zur Landung der Alliierten in der Normandie im Zweiten Weltkrieg ausgewählt. Die Bevölkerung durfte auch nach Kriegsende nicht wieder an diesen Ort zurückkehren. Zum Zeitpunkt der Räumung im Zweiten Weltkrieg war das elisabethanische Herrenhaus im Besitz der Familie Bond. 252 Leute mussten das Dorf verlassen. Als eine der Letzten hinterließ Helen Taylor, Näherin im Dorf, einen Zettel an der Kirchentür mit folgendem Wortlaut:

“Please treat the church and houses with care; we have given up our homes where many of us lived for generations to help win the war, to keep men free. We shall return one day and thank you for treating the village kindly.”

„Bitte behandeln Sie die Kirche und Häuser mit Sorgfalt; unsere Häuser, in denen viele von uns seit Generationen leben, haben wir verlassen, um zu helfen, den Krieg zu gewinnen, damit die Menschen frei sind. Eines Tages werden wir zurückkehren und Ihnen für die freundliche Behandlung des Dorfes danken.“

Aber das Gebiet wurde auch in Friedenszeiten für Armeezwecke verwendet. Tyneham Manorhouse wurde 1967 abgebrochen. Weitere Gebäude wurden durch Granatenbeschuss zerstört. So ist Tyneham heute nur noch ein Relikt aus wenigen Bauernhausruinen und einer noch intakten Dorfkirche, an der immer noch das Schild der Tynehamer hängt: „Save our church!“
Innerhalb des Ruinendorfes von Tyneham stehen zwei Museen. Die Kirche und das Schulhaus sind seit den 1970er Jahren als Museen erhalten. Das Ruinendorf und die Bucht sind nur zugänglich, wenn der Schießplatz Lulworth geschlossen ist und die Wanderwege dadurch für die Öffentlichkeit wieder zugänglich sind. Die Bucht kann mit einem 1,4 Kilometer langen Spaziergang vom Parkplatz neben dem Dorf erreicht werden.

## Sonstiges
Das verlassene Dorf diente Mitte der 1980er-Jahre als Drehort für den Film Rebellion der Rechtlosen (Originaltitel: Comrades). Für die Dreharbeiten wurden Kulissen zwischen den verfallenen Häusern aufgebaut, um den Eindruck eines bewohnten Ortes zu erwecken.